# Visconde de Almendra
Visconde de Almendra foi um título nobiliárquico criado pelo rei Luís I de Portugal por decreto de 29 de novembro e carta de 9 de dezembro de 1870.
Titulares:
1. António de Castilho Falcão de Mendonça, 1.º Visconde de Almendra;
2. Ana Maria de Frias e Gouveia de Castilho Girão de Morais Sarmento, 2.ª Viscondessa de Almendra e 5.ª Viscondessa do Banho;
3. José António de Castilho de Moraes Sarmento Moniz, 3.º Visconde de Almendra e 6.º Visconde do Banho.[2]